# 西寧青海巡防馬步全軍
西寧青海巡防馬步全軍，簡稱寧海軍，是1915年馬麒建立的軍隊。它是青海建省前馬麒統治的主要力量。
1912年，馬麒出任西寧鎮總兵，帶三營精銳西軍到西寧。當時在西寧的軍事單位，還有李乃棻所率的中路巡防馬隊，以及西寧警備分局。1915年，馬麒經北洋政府陸軍部核准，將西寧各軍統編為一軍，名為西寧青海巡防馬步全軍，簡稱寧海軍，採用新式訓練，購買新式槍枝。寧海軍初建時有8營，兵力不足1300人，1923年時擴編為32營，共3000餘人。在寧海軍歷任的46名統領和營長中，馬氏家族佔了32名，有濃厚的家族性質。